# Marskal
Marskal og forkortelsen marsk er et begreb, der benyttes om flere forskellige titler i forskellige dele af samfundet. 
Begrebet opstod i den tidlige middelalder i Europa og betød oprindelig en person med ansvar for heste. Senere blev det en officersgrad og derefter en betegnelse for forskellige andre embeder.  Da marskaller blev medlemmer af middelalderens domstole, øgedes omdømmet. I dag er marskal dels en militær rang, dels en hoftitel.
I Danmark havde Marsk Stig den højeste stilling efter kongen. 

## Etymologi
Marskal kommer af middelnedertysk marschalk, staldmester. (Fra ældre germansk marha, hest, og skalk, tjener; en staldknægt). Betegnelsen kendes fra 700-tallet i Lex Alamannorum.

## Titeleksempler
- Feltmarskal
- Marskal af Frankrig
- Marskal af Jugoslavien
- Marskal af Sovjetunionen